# Frédéric Caudron
Frédéric Caudron   (Mons, 27 de gener de 1968) fou un jugador professional belga de billar a tres bandes i de billar de caramboles. Era conegut amb el sobrenom de l'Extraterrestre.
Va ser dos cops campió del món de billar a tres bandes els anys 1999 i 2013. A més, va vèncer el Sang Lee International Open els anys 2006 i 2007 i fou campió d'Europa els anys 2002 i 2006.

## Palmarès
Campionat d'Europa
- Campionat d'Europa de billar a tres bandes: 2002, 2006
- Copa d'Europa de clubs a tres bandes: 2003, 2004, 2006, 2007, 2008, 2009, 2010, 2011, 2012, 2019
- Campionat d'Europa de billar a una banda: 1990, 1991, 1993, 2008, 2008, 2009, 2011, 2013 , 2015, 2017
- Campionat d'Europa de billar de carambola quadre 47/2: 2009
- Campionat d'Europa de billar de carambola quadre 47/1: 2004
- Campionat d'Europa de billar de carambola quadre 71/2: 1991
- Campionat d'Europa Pentatló per equips: 1990

Campionat del Món
- Campionat del Món de billar a tres bandes: 1999, 2013, 2017
- Campionat del Món de billar a tres bandes per seleccions: 2012, 2013, 2014, 2015
- Campionat del Món de billar a una banda: 2014
- Campionat del Món de billar de carambola quadre 47/2: 2003
- Campionat del Món de billar de carambola quadre 71/2: 1991, 2000
- Campionat del Món de triatló per seleccions: 1990

Copa del Món
- Copa del Món de billar a tres bandes: 2005, 2009, 2014, 2018